# Kreuza (córka Erechteusza)
Kreuza (także Kreusa; gr. Κρέουσα Kréousa, łac. Creusa) – w mitologii greckiej królewna ateńska.
Uchodziła za córkę króla Erechteusza i Praksitei. Z bogiem Apollinem (została uwiedziona przez niego) miała syna Iona, który wychowywał się w Delfach.
Postać Kreuzy natchnęła greckiego tragediopisarza Eurypidesa (tragedia Ion).